# Phidippus otiosus
Phidippus otiosus là một loài nhện trong họ Salticidae.
Loài này thuộc chi Phidippus. Phidippus otiosus được Nicholas Marcellus Hentz miêu tả năm 1846.

## Hình ảnh

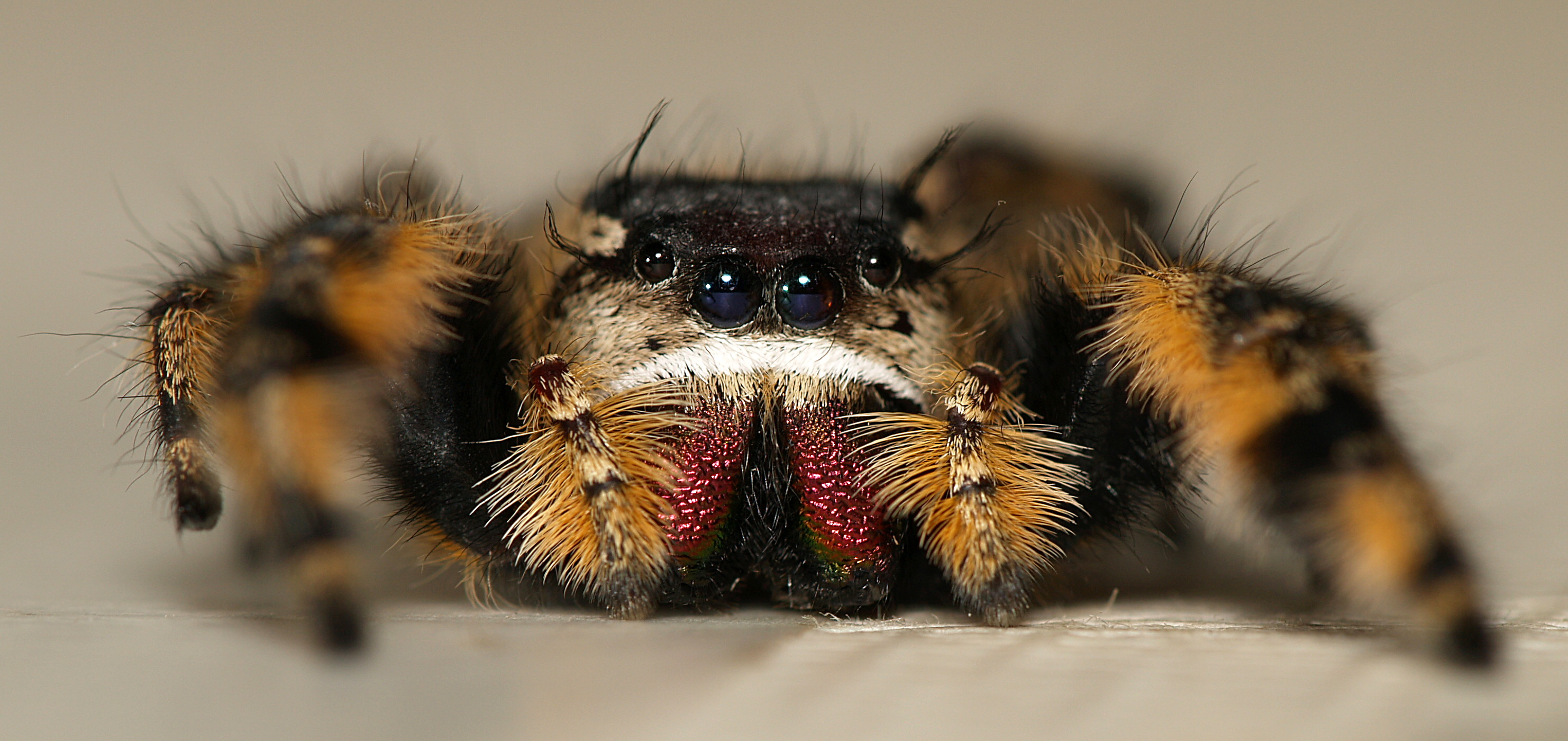
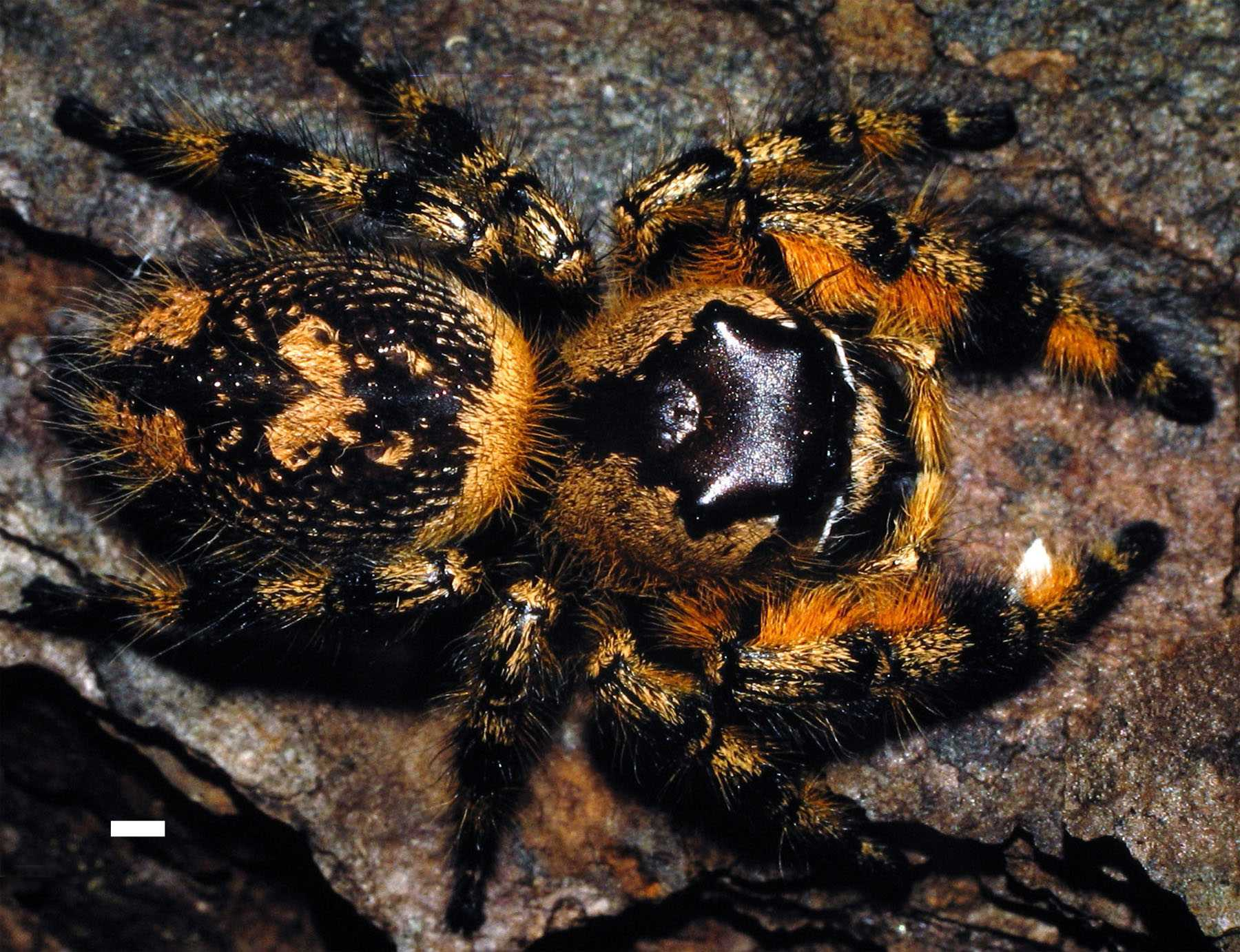
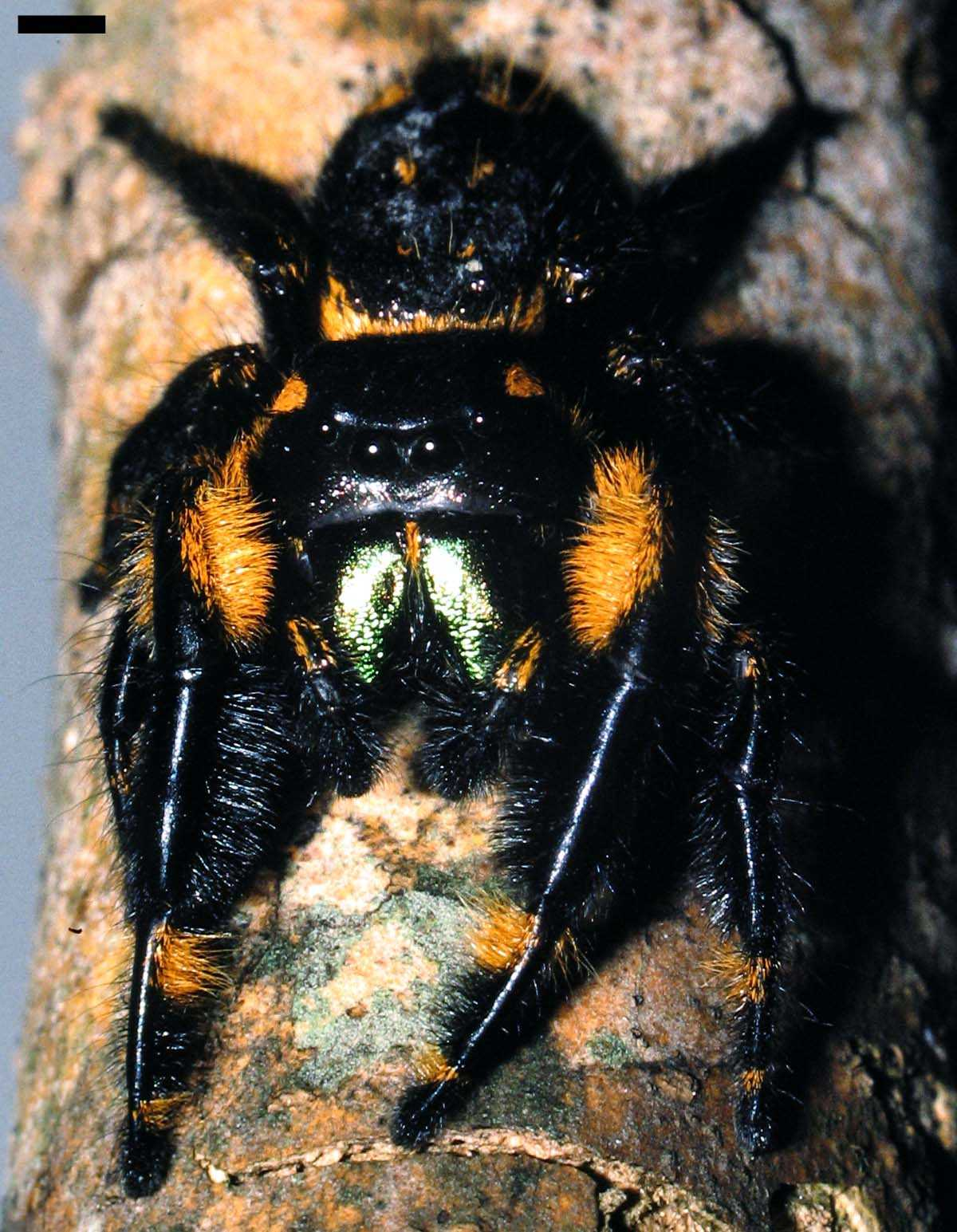